# Oleg Rudnov
Oleg Konstantinovič Rudnov (Leningrado, 18 novembre 1948 – Monaco di Baviera, 9 gennaio 2015) è stato un imprenditore russo, fondatore e presidente del Baltic Media Group.
Dalla sua morte, la proprietà della società è passata al figlio Sergej. È stato descritto come uno stretto alleato del presidente Vladimir Putin. Oltre a Baltic Media Group, era proprietario di Bank Rossija con Jurij Koval'čuk e di Villa Sellgren.

## Biografia
Oleg Rudnov morì il 9 gennaio 2015 dopo una lunga malattia, mentre si trovava in una clinica tedesca di Monaco di Baviera.
Nel febbraio 2015 fu inaugurata una mostra in memoria del fondatore del Baltic Media Group presso il Baltic Media Center.